# Rolo (Mauricio de Sousa)
Rolo Almeida  é um personagem fictício de Maurício de Sousa, integrado a Turma da Tina. Foi criado em 1972 como um pré-adolescente com visual hippie, servindo de coadjuvante para Tina. O visual de Rolo foi inspirado no de Márcio, irmão de Mauricio - já o nome veio dos "rolos" em que ele se envolvia. Ele, juntamente a Tina, protagonizavam sozinhos suas próprias histórias durante maior parte dos anos 70. A partir de 1977, as suas roupas perderam o aspecto hippie, ele foi encarnado como um adolescente moderno, atrapalhado e mulherengo. Nos anos 80 e 90, passou a ter o Zecão como melhor amigo. No início dos anos 2000, Rolo demonstrou preocupação com a faculdade e com o seu futuro. Recentemente, o personagem se tornou estudante de jornalismo.

## Publicação
Rolo foi publicado inicialmente em tiras diárias no jornal "Folha da Manhã" (atual "Folha de S.Paulo") nos anos 1970, ainda no visual hippie, juntamente com Tina. Ele serviu para focar mais as histórias sobre a cultura hippie, ajudando a Tina a vender miçangas nas ruas, além de ter sido bem mais calmo. No entanto, a partir de 1975, ele deixou a cultura e, juntamente de Tina, passou por uma fase de histórias mais infantis até 1977, quando ganhou novas roupas e passou a contracenar mais com a Pipa do que com a Tina.
Nos anos 80, ganhou uma personalidade que se tornou fixa por vários anos, um jovem entre 18 e 20 anos, atrapalhado, paquerador e por vezes azarado, formou amizade com Zecão ao longo dos anos e um amor a rock a ponto de querer montar sua própria banda. Ele também passou a fazer faculdade de jornalismo, junto a Tina. Durante um tempo, ele também chegou a andar de moto.
A primeira revista em que o nome 'Rolo' foi estampado na capa, foi na publicação "Gibizinho" (1991), já extinto. Nesta mesma publicação, Rolo ganhou duas edições com o seu nome.

## Características
No começo, Rolo tinha a barba e o cabelo unidos, em forma de uma flor bem redondos e azuis, cobrindo boa parte de seu rosto. Ele tinha olhos redondos e separados, um nariz em forma de "C", camisa com listras vermelhas e amarelas horizontais, uma calça pescador verde, sandálias, e um medalhão da paz. Até 1975, Rolo foi esticando cada vez mais, aparentando estar crescendo e seu queixo e bochechas foram ficando mais visíveis. A partir de 1977, com a era da Discoteca, passou a vestir roupas mais modernas e aleatórias.
Em 2007, isto foi alterado: a sua orelha divide-os.

## Família

### Dona Rolinda
Mãezona, vive preocupada com as saideiras de seu filho. Odeia quando o seu marido se esquece do aniversário de casamento. Torce para que um dia, seu filho namore Tina.

### Seu Carlos "Carlão" Rolando
Pai de Rolo, não se conforma que o filho já esteja crescido e vive relembrando os seus tempos de jovem. É executivo, e muitas vezes, por estar atolado de serviço, se esquece da vida de casado.

### Tio Juvenal
Melhor amigo de Carlão e padrinho do Rolo. Na juventude, vivia caindo nas enrascadas do amigo e e lhe chamando a atenção por metê-lo em "rolos".